# 線路閉鎖
線路閉鎖（せんろへいさ）とは、線路閉鎖工事手続きの事で「列車又は車両の運転に支障を及ぼすか又はそのおそれのある工事及び作業・保守用車の使用」の際に行う線路を閉鎖して行う手続きの１つ。
線路を閉鎖して行う手続きは　線路閉鎖工事手続き（線路閉鎖）、保守用車使用手続き、保守作業手続き 等がある。
線路閉鎖は出発信号、場内信号、入れ替え信号等に停止信号を現示して列車を当該区間に入れないようにする。保守用車使用は線閉の扱いに加えポイント転換に寄る保守用車の進路構成を行う。保守作業は信号機等の運転保安機器の使用を一時制限する場合に使用する。
列車運行時間帯ではない時間帯に複数区間を同一ルートで固定し指令員等の扱い負担を軽減する「作時帯」という扱いもある。
一定の区間（区間の境目は停車場または軌道回路）及び時間に限り、その区間の入口にあたる信号機を停止現示（赤）にすること等により、列車を進入させないようにすること。道路で言うと、工事作業などによる区間の通行止めと同じ。

## 概要
連続立体交差化の線路付け替えに伴う工事、線路閉鎖工事、保守用車使用、保守作業、停電工事などを行う場合、線路の閉鎖を行う。
鉄道において、線路を保守したりレール等部品を交換したりするとき、線路内に入って作業せざるを得ない。これら線路内における作業は、列車通過後次の列車が通過するまでの間（列車間合）に行われることが多いが、列車ダイヤが乱れたりすると作業区間の通過時刻が混乱し、来ないはずの列車が来て事故が起こるという事態になりかねない。よって、作業をしている区間に誤って列車が入って来ないようにするための措置として、線路閉鎖という考えが生まれた。
軌道回路で検知できない保守車両（モーターカーや軌道自転車など）で、作業（軌道整備や除雪等）するときも線路の閉鎖を行う。

## 目的

### 保守作業
線路閉鎖は、列車運行を強制的に制限するため、保守作業は通常昼間には実施されず、原則として夜間（深夜）に終列車（終電）の運転が終わってから、早朝の始発列車（初電）の運転開始までの間に実施されることが多い。ただし、並行路線がある場合や、地方・休日などで日中の利用客が少なく、バス代行が可能な場合などは、予告した上で日中の10時から15時頃に列車を運休して保線作業を行う場合もある。
また、並行する路線が無い場合で、営業時間中に大規模な線路及び電車線路の故障が発生し専用の保守用車両が必要な場合は、時間帯に関係なく臨時に線路閉鎖を行うことがある。これを通常の線路閉鎖と区別して「臨時線路閉鎖」と呼ぶことがある。
なお、除雪のための線路閉鎖は昼間でも行われる。

### 建設改修作業
線路切換等（立体交差化や駅構内のプラットホーム増設などの工事などに伴うものが多い）の大規模な作業の場合は、終電から初電までの時間では足りないため、必要な時間帯（深夜の終電前や翌早朝の初電以後にかかる）の列車を運休として線路閉鎖を実施することがある。
ベトナムでは1994年から南北鉄道橋梁安全性向上事業が行われ、老朽化した鉄道橋の架け替えのための第3A工区の橋桁架設では線路直下で下部工を施工しておき上部工を4～5時間の線路閉鎖で架設する方法がとられた。通常、ベトナム国鉄で取得できる線路閉鎖時間は最大4時間とされているが、5径間の横取り架設の大規模工事であったため事業者との協議により線路閉鎖時間は5時間30分とされた。

### その他の線路閉鎖
保線や除雪以外の目的で行う線路の閉鎖は、路線のATC化やATO化の際に行う、信号システムに対する習熟運転がある。
また、新造車両や制御装置やブレーキ装置などに大規模な改造を施した車両で、使用前の所定検査未実施の車両が本線上で試験を実施する際や、それに伴う車両基地から試験区間までの移動にも、一定区間で線路の閉鎖を行うことがある。
東京地下鉄向けの車両を甲種輸送するため、常磐緩行線の綾瀬駅 - 松戸駅間を走行する際には、常磐緩行線内の保安装置がATCであるため電気機関車が入線できないことから、当該区間を線路閉鎖して走行する。また、2007年に発生した新潟県中越沖地震で信越本線が不通となった際、東日本旅客鉄道（JR東日本）新潟車両センター所属の115系を長野総合車両センターへ検査入出場させるために、北越急行ほくほく線に迂回して走行させる必要が生じた。ほくほく線の保安装置はATS-P型であるが、新潟所属の115系についてはATS-P型が装備されていない車両も存在した。このため、ATS-P未搭載の115系がほくほく線を自力走行するのに際し、線路閉鎖の措置が取られた。
その他、除籍された車両や検査期限切れの車両を回送する際にも線路閉鎖を行う事例がある。阪急電鉄では車籍のない4050形車両の搬出にあたり、搬出作業を行う正雀工場まで常駐の車両基地からの廃車回送が夜間に行われた。

## 線路閉鎖を巡る事故・トラブル
- 山手貨物線作業員触車死亡事故（1999年2月21日）

- 東海道線救急隊員死傷事故（2002年11月6日）

- 2009年11月30日に、一畑電車北松江線で、工事列車の電車と貨車とを繋ぐ連結器が外れ、長時間に亘り線路支障する事故が発生した。この事故の調査過程で、工事列車を運行する際に線路閉鎖を行っておらず、しかも30年以上に亘り同様な状態が続いていたことが判明している[4]。

- 2014年2月23日に、京浜東北線川崎駅構内で、工事作業用の車両と回送電車が衝突する事故が発生した。JR東日本の記者会見発表によれば、同回送電車の通過後に線路閉鎖の手続きをとるところ、間違えて通過前に工事作業用車両を線路に乗せたことが原因としている[5]。